# Departamento Rosario de Lerma

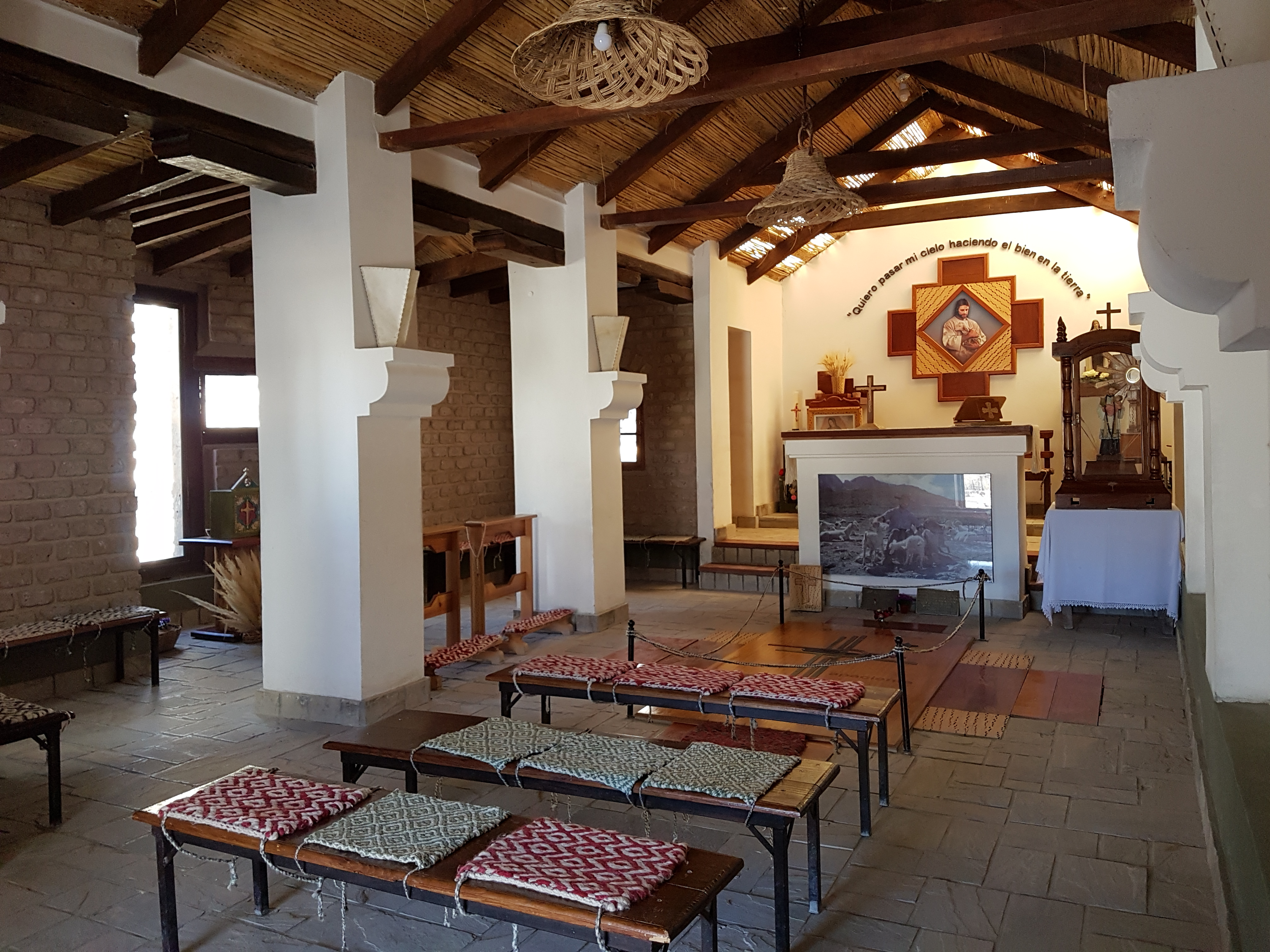
Interior de la Capilla El Alfarcito. Lugar donde se encuentran sepultados los restos del Padre Chifri. Fallecido el 23/11/11

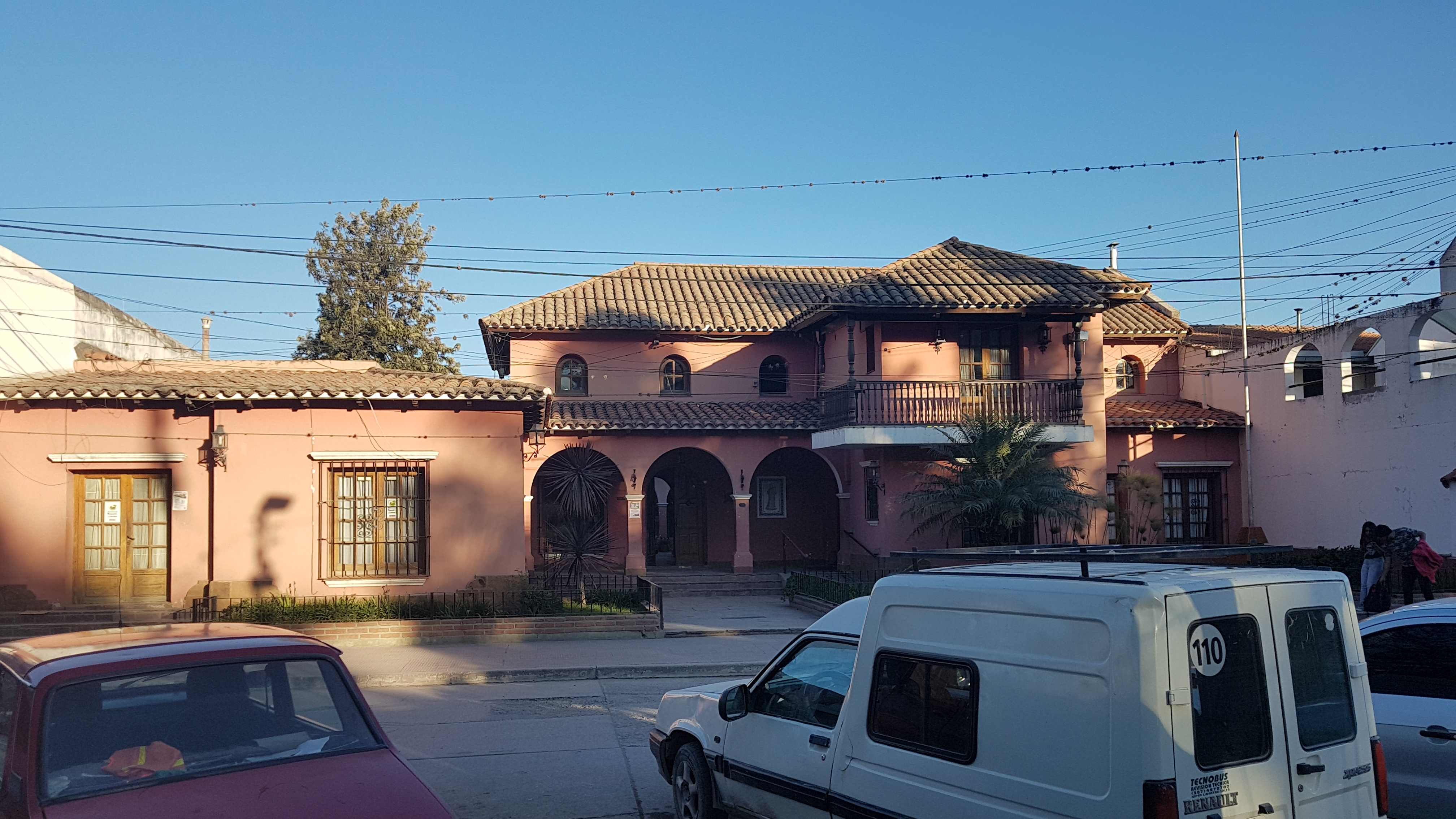
Municipaldad de Rosario de Lerma

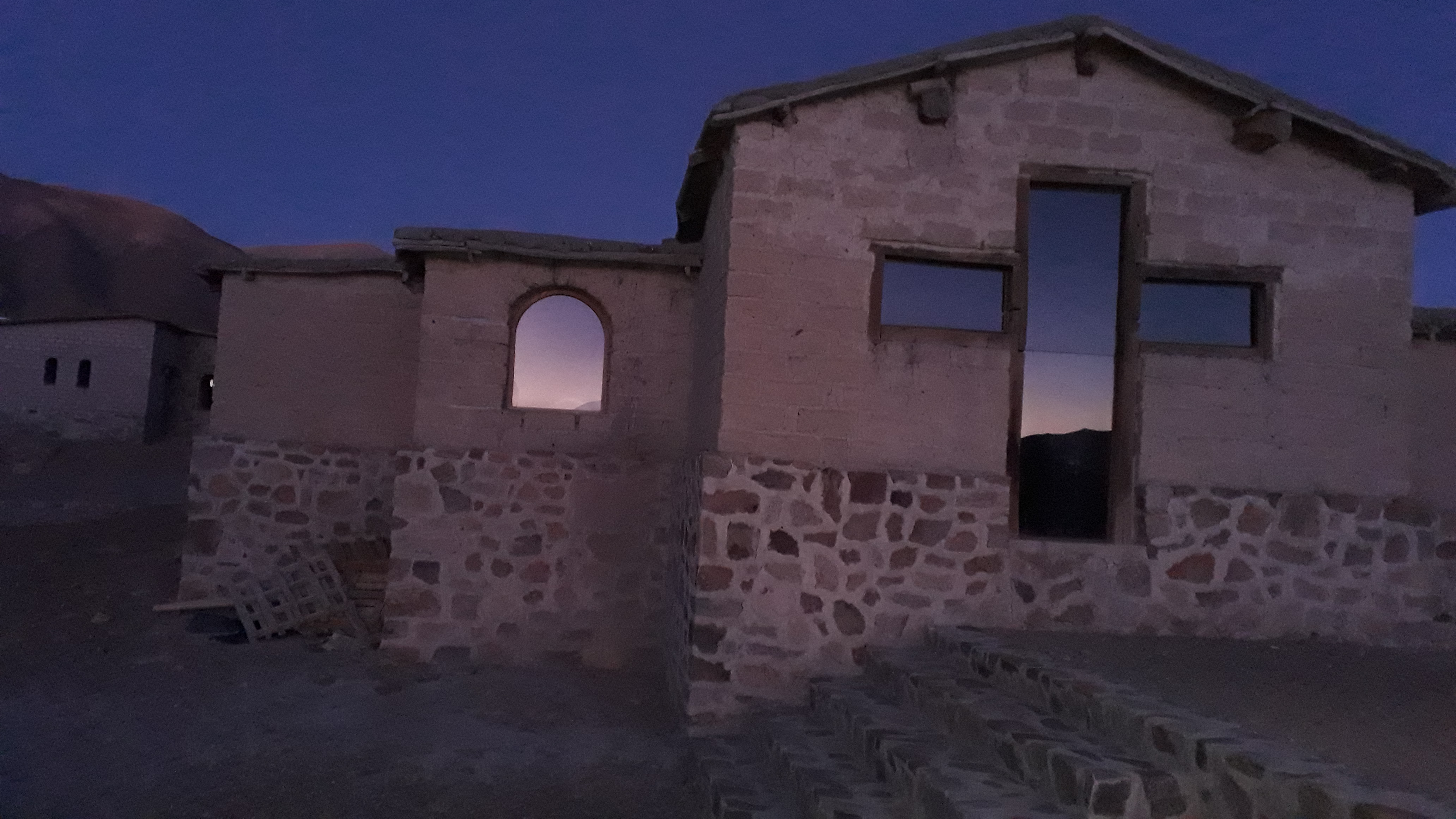
Parte trasera de Capilla Santa Teresita. El Rosal. Rosario de Lerma

El departamento de Rosario de Lerma (o más frecuentemente departamento Rosario de Lerma) es un departamento en la provincia de Salta (Argentina).

## Localidades y parajes
- Rosario de Lerma
- Campo Quijano
- La Silleta
- Puerta Tastil
- Santa Rosa de Tastil
- Chorrillos (4.326 m s. n. m.)
- Diego de Almagro
- El Alisal
- El Manzano (3.294 m s. n. m.)
- Gobernador M. Solá
- Incahuasi
- Ingeniero Maury
- Las Cuevas
- Meseta
- Tacuara
- Las Capillas
- Villa Angélica
- El Rosal
- Manizales
- Incamayo
- Alfarcito
- San Bernardo de las Zorras

- Cachiñal

## Demografía
Según el INDEC durante el censo argentino de 2010 la población del departamento fue de 38.702 habitantes.
Para el censo 2022 el departamento registró 51.028 habitantes. Esto representó un aumento en la cantidad de personas del 31,8%.

## Sismicidad
La sismicidad del área de Salta es frecuente y de intensidad baja, y un silencio sísmico de terremotos medios a graves cada 40 años